# Наташа Алам
Наташа Алам (англ. Natasha Alam; урождённая Наталья Анатольевна Шиманчук; род. 10 марта 1973 года) — американская актриса и модель, в настоящее время живёт в Лос-Анджелесе, Калифорния.

## Биография
В 1996 году Наташа познакомилась с Амиром Ибрагимом Пехлеви Аламом, внуком бывшего шаха Ирана. Они поженились в Нью-Йорке в 1998 году и развелись в 2005 году. В 2009 году Алам родила дочь Валентину от своего второго мужа-американца, владельца косметической клиники.
Участвует в съёмках множества телевизионных шоу и сериалов, среди которых «C.S.I.: Место преступления», «Части тела», «Отряд «Антитеррор»», «Красавцы», «В Филадельфии всегда солнечно» и другие. С 2004 по 2007 гг. была задействована в актёрском составе телесериала «Дерзкие и красивые», сыграв роль модели Авы. Также снялась в фильме ужасов «Смертельная игра» (2007) и романтической комедии «Женщины» (2008), в 2010 году появилась в третьем сезоне телесериала «Настоящая кровь», исполнив роль Иветты, танцовщицы из Эстонии.
В 2015 году исполнила главную роль в белорусско-российско-американском фильме «Код Каина».
В качестве модели позировала для таких глянцевых журналов как Maxim и Playboy.

## Избранная фильмография
| Год  |   | Русское название | Оригинальное название | Роль   |
| ---- | - | ---------------- | --------------------- | ------ |
| 2010 | с | Настоящая кровь  | True Blood            | Иветта |